# Rugby Club Chilly-Mazarin
Ne doit pas être confondu avec la section masculine du Rugby Club Chilly-Mazarin, dont le club a été créé en 1965.
Actualités
Le Rugby Club Chilly-Mazarin est un club féminin français de rugby à XV basé à Chilly-Mazarin dans l'Essonne.

## Historique

### Prémices du rugby à Chilly-Mazarin

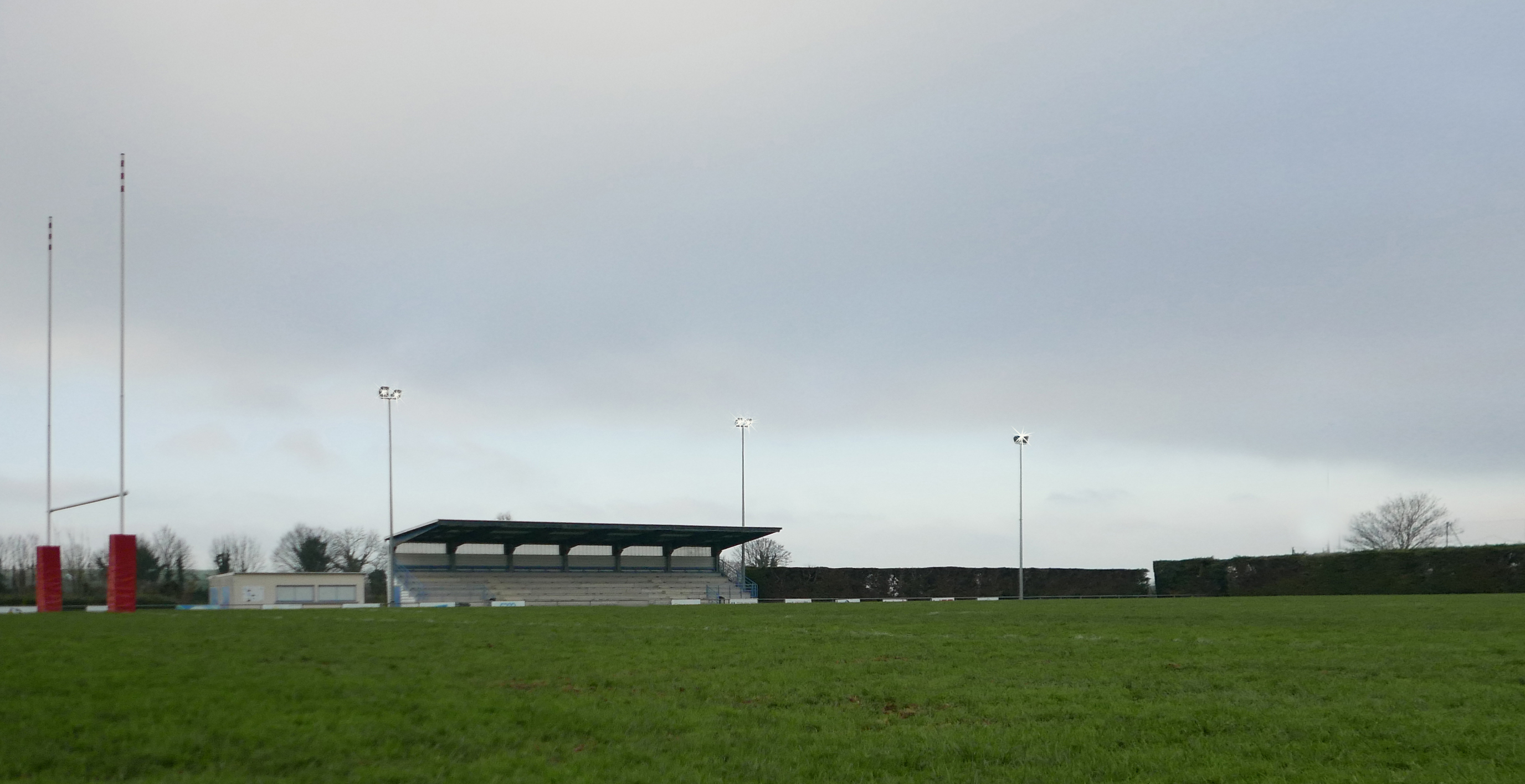
Le complexe sportif Jesse-Owens.

La section Rugby Club municipal Morangis Chilly (RCMMC) est officiellement affiliée le 13 octobre 1965. Accueillie par le club municipal de Morangis-Chilly, la section rugby masculine s'engage en 4e série. Les couleurs arborées sont alors le rouge et le jaune.
L'année 1967 voit la première constitution d'une école de rugby sous la responsabilité de Claude Redier. La saison 1975-1976, le CMMC devient le Rugby Club de Chilly-Mazarin (RCC) et prend le rouge et le blanc comme couleurs.

### Ouverture de la section féminine
En 1980, le club s'enrichit d'une équipe féminine qui fournit au club deux titres de championnes de France 1991 et 1996. Le RCC après avoir été le club support du comité départemental de rugby de l’Essonne entre 2008 et 2013 a repris la gestion complète de la catégorie féminine. Celle-ci évolue en Élite 2, 2e division nationale. Le rugby féminin à Chilly innove en 2017 en créant avec le Rugby Club Massy Essonne un « pôle féminin ». Celui-ci a pour but la formation et la performance. Une équipe réserve séniores féminines en regroupement avec le RC Massy évolue en Fédérale 2 féminine.
En 2019, l'équipe féminine termine deuxième au classement de l'Élite 2. Elle perd la finale face au Lyon OU mais accède à l'Élite 1, première division nationale.
Le 23 février 2023, le club décide de déclarer forfait pour le reste de la saison d'Élite 1 féminine. Déjà dernier de sa poule avec 0 point et avec 22 joueuses blessées, le club n'est plus en mesure d'aligner une équipe pour les cinq dernières journées du championnat et préfère déclarer forfait pour protéger la santé de son effectif.

## Palmarès

### Détail du palmarès
- Championnat de France féminin 1re division :
  - Champion (2) : 1991, 1996
- Championnat de France féminin de 2e division :
  - Finaliste : 2010, 2019
- Coupe de France féminine de rugby à XV :
  - Champion : 1992
- Championnat de France de rugby à sept élite féminine :
  - Champion : 2012
  - Finaliste : 2013

### Finales disputées
| Compétition  | Date de la finale | Vainqueur         | Finaliste                 | Score | Lieu de la finale            | Spectateurs |
| ------------ | ----------------- | ----------------- | ------------------------- | ----- | ---------------------------- | ----------- |
| 1re division | 1991              | RC Chilly-Mazarin | Saint-Orens rugby féminin | 7-6   | Tours                        |             |
| 1re division | 1996              | RC Chilly-Mazarin | AS Romagnat               | 3-0   | Romorantin                   |             |
| Élite 2      | 18 mai 2019       | Lyon OU           | RC Chilly-Mazarin         | 22-8  | Stade Maurice-Trélut, Tarbes |             |

## Personnalités du club

### Joueuses internationales passées par le RCC
- Caroline Boujard
- Emilie Boulard
- Julie Couderc
- Catherine Guillon
- Marjorie Hans
- Shannon Izar
- Chloé Pelle
- Coralie Bertrand
- Lina Guérin

### Présidents
- 1965-1966 : R. Piton
- 1966-1967 : A. Chassagnac
- 1967-1969 : A. Daurel
- 1969-1971 : A. Chassagnac
- 1971-1974 : Piton
- 1974-1976 : Jean Moingt
- 1976-1990 : G. Riu , Jean-Louis Eyrol et Jean-Claude Bigeat
- 1990-1992 : Philippe Piton
- 1992-1994 : Richard Moingt
- 1994-1996 : Gilbert Dessus
- 1996-2001 : Alain Janus
- 2001-2005 : Michel Tastet
- 2005-2007 : Wanda Noury
- 2007-2013 : Eric Bigeat
- 2013-2016 : Alain Janus
- 2016-2019 : Michel Tastet
- 2019-2023 : Stéphane Nello
- 2023- : Guillaume Berten